# 池田へそっ湖大橋
池田へそっ湖大橋（いけだへそっこおおはし）は、吉野川（池田湖）・土讃線・国道32号（国道192号）の上に架かる全長705m・全幅10.4m（暫定2車線）のアーチ橋である。
徳島県三好市池田町イタノと三好市池田町白地を結ぶ。NEXCO西日本の徳島自動車道が通る。

## 概要
エックスハイウェイ実現の要として、2000年3月11日に供用が開始された。名称は一般公募により決定された。開通前の1999年8月15日に行われたウォーキングイベントで、名称が発表された。四国のへそ・池田町のランドマークとなっている。正式名称発表前の仮称は「池田湖橋」であった。
最大支間長200mは、逆ランガー形式のコンクリートアーチ橋としては日本で最も長い。アーチ部の架設に当たっては、世界で初めて両側同時張り出しによるトラス工法が採用された。1999年度土木学会田中賞受賞作品である。土木学会デザイン賞 2002 優秀賞 受賞。

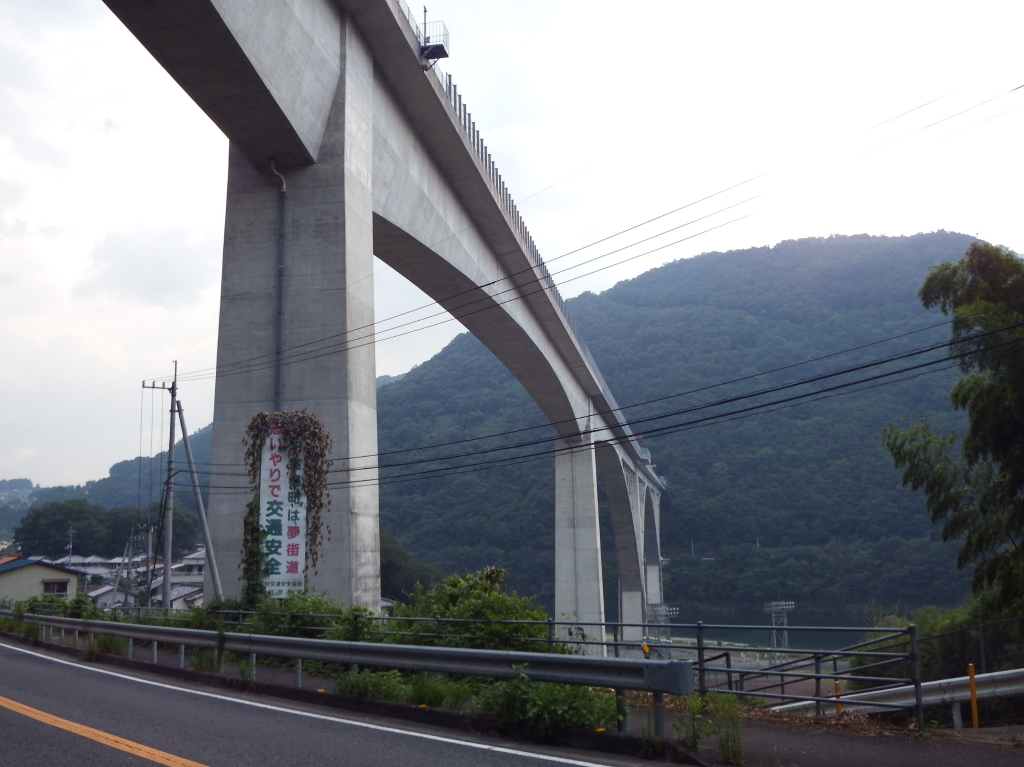
池田へそっ湖大橋

## 隣の橋
吉野川
三好橋 - 池田大橋 - 池田へそっ湖大橋 - 池田ダム ― 四国中央橋